# Tour de Luxembourg 2022
Tour de Luxembourg 2022, ze względów sponsorskich znany także jako Škoda Tour de Luxembourg 2022 – 82. edycja wyścigu kolarskiego Tour de Luxembourg, która odbyła się w dniach od 13 do 17 września 2022 na liczącej ponad 720 kilometrów trasie składającej się z 5 etapów i biegnącej na terenie Luksemburga. Impreza kategorii 2.Pro była częścią UCI ProSeries 2022.

## Etapy
| Etap | Data   | Start – Meta              | type                       | Dystans (km) | Suma wzniesień (m) | Zwycięzca etapu   | Lider             |
| ---- | ------ | ------------------------- | -------------------------- | ------------ | ------------------ | ----------------- | ----------------- |
| 1    | 13 wrz | Luksemburg – Luksemburg   | pagórkowaty                | 163,8        | 2554 m             | Valentin Madouas  | Valentin Madouas  |
| 2    | 14 wrz | Junglinster – Junglinster | pagórkowaty                | 163,4        | 2060 m             | Matteo Trentin    | Valentin Madouas  |
| 3    | 15 wrz | Rouspert – Diekirch       | pagórkowaty                | 188,4        | 2940 m             | Aaron Gate        | Valentin Madouas  |
| 4    | 16 wrz | Remich – Remich           | jazda indywidualna na czas | 26,1         | 303 m              | Mattias Skjelmose | Mattias Skjelmose |
| 5    | 17 wrz | Mersch – Luksemburg       | pagórkowaty                | 178,4        | 3186 m             | Valentin Madouas  | Mattias Skjelmose |

## Uczestnicy

### Drużyny
| WorldTeams (6)- Quick-Step Alpha Vinyl - AG2R Citroën Team - Cofidis - Groupama-FDJ - Trek-Segafredo - UAE Team Emirates ProTeams (9)- Alpecin-Deceuninck - B&B Hotels-KTM - Bingoal Pauwels Sauces WB - Burgos-BH - Caja Rural-Seguros RGA - Euskaltel-Euskadi - Sport Vlaanderen-Baloise - Arkéa-Samsic - Uno-X Pro Cycling Team Continental teams (4)- Bolton Equities Black Spoke Pro Cycling - Leopard Pro Cycling - Riwal - Geofco Doltcini Matériel-vélo.com |
| |

### Lista startowa
| Quick-Step Alpha Vinyl QST | Quick-Step Alpha Vinyl QST     | Quick-Step Alpha Vinyl QST |
| -------------------------- | ------------------------------ | -------------------------- |
| Nr                         | Kolarz                         | Miejsce                    |
| 1                          | Davide Ballerini (ITA)         | 49.                        |
| 3                          | Tim Declercq (BEL)             | 17.                        |
| 4                          | Florian Sénéchal (FRA) (szosa) | 31.                        |
| 5                          | Stijn Steels (BEL)             | 93.                        |
| 6                          | Jannik Steimle (GER)           | 63.                        |

| AG2R Citroën Team ACT | AG2R Citroën Team ACT   | AG2R Citroën Team ACT |
| --------------------- | ----------------------- | --------------------- |
| Nr                    | Kolarz                  | Miejsce               |
| 11                    | Clément Berthet (FRA)   | 12.                   |
| 12                    | Geoffrey Bouchard (FRA) | 18.                   |
| 13                    | Thomas Delphis (FRA)    | 78.                   |
| 14                    | Felix Gall (AUT)        | 25.                   |
| 15                    | Dorian Godon (FRA)      | 13.                   |
| 16                    | Bastien Tronchon (FRA)  | 15.                   |

| Cofidis COF | Cofidis COF           | Cofidis COF |
| ----------- | --------------------- | ----------- |
| Nr          | Kolarz                | Miejsce     |
| 21          | Sander Armée (BEL)    | 39.         |
| 22          | Tom Bohli (SUI)       | 71.         |
| 23          | Anthony Perez (FRA)   | 20.         |
| 24          | Benjamin Thomas (FRA) | 8.          |
| 25          | José Herrada (ESP)    | 21.         |
| 26          | Harrison Wood (GBR)   | 43.         |

| Groupama-FDJ GFC | Groupama-FDJ GFC        | Groupama-FDJ GFC |
| ---------------- | ----------------------- | ---------------- |
| Nr               | Kolarz                  | Miejsce          |
| 31               | Clément Davy (FRA)      | 88.              |
| 32               | Lorenzo Germani (ITA)   | 56.              |
| 33               | Kevin Geniets (LUX)     | 5.               |
| 34               | Tobias Ludvigsson (SWE) | 94.              |
| 35               | Valentin Madouas (FRA)  | 3.               |
| 36               | Lars van den Berg (NED) | 44.              |

| Trek-Segafredo TFS | Trek-Segafredo TFS            | Trek-Segafredo TFS |
| ------------------ | ----------------------------- | ------------------ |
| Nr                 | Kolarz                        | Miejsce            |
| 41                 | Simon Pellaud (SUI)           | DNS-4              |
| 42                 | Giulio Ciccone (ITA)          | 37.                |
| 43                 | Asbjørn Hellemose (DEN)       | DNF-5              |
| 44                 | Amanuel Ghebreigzabhier (ERI) | 69.                |
| 45                 | Mattias Skjelmose (DEN)       | 1.                 |
| 46                 | Antwan Tolhoek (NED)          | 66.                |

| UAE Team Emirates UAD | UAE Team Emirates UAD      | UAE Team Emirates UAD |
| --------------------- | -------------------------- | --------------------- |
| Nr                    | Kolarz                     | Miejsce               |
| 51                    | Rui Oliveira (POR)         | 45.                   |
| 52                    | Matteo Trentin (ITA)       | 6.                    |
| 53                    | Rafał Majka (POL)          | 19.                   |
| 54                    | Andrés Camilo Ardila (COL) | 60.                   |
| 55                    | Arthur Kluckers (LUX)      | 82.                   |
| 56                    | Joël Suter (SUI)           | 11.                   |

| Alpecin-Deceuninck AFC | Alpecin-Deceuninck AFC  | Alpecin-Deceuninck AFC |
| ---------------------- | ----------------------- | ---------------------- |
| Nr                     | Kolarz                  | Miejsce                |
| 61                     | Sjoerd Bax (NED)        | 4.                     |
| 62                     | Tobias Bayer (AUT)      | 41.                    |
| 63                     | Nicola Conci (ITA)      | DNS-4                  |
| 64                     | Kristian Sbaragli (ITA) | 24.                    |
| 65                     | Jason Osborne (GER)     | 40.                    |
| 66                     | Julien Vermote (BEL)    | 27.                    |

| B&B Hotels-KTM BBK | B&B Hotels-KTM BBK          | B&B Hotels-KTM BBK |
| ------------------ | --------------------------- | ------------------ |
| Nr                 | Kolarz                      | Miejsce            |
| 71                 | Cyril Barthe (FRA)          | 64.                |
| 72                 | Franck Bonnamour (FRA)      | 16.                |
| 73                 | Pierre Rolland (FRA)        | 42.                |
| 74                 | Victor Koretzky (FRA)       | 35.                |
| 75                 | Axel Laurance (FRA)         | 47.                |
| 76                 | Sebastian Schönberger (AUT) | 34.                |

| Bingoal Pauwels Sauces WB BWB | Bingoal Pauwels Sauces WB BWB | Bingoal Pauwels Sauces WB BWB |
| ----------------------------- | ----------------------------- | ----------------------------- |
| Nr                            | Kolarz                        | Miejsce                       |
| 81                            | Gil Gelders (BEL)             | 48.                           |
| 82                            | Rémy Mertz (BEL)              | 46.                           |
| 83                            | Marco Tizza (ITA)             | 33.                           |
| 84                            | Julien Desmarets (BEL)        | 77.                           |
| 85                            | Luc Wirtgen (LUX)             | 51.                           |
| 86                            | Tom Wirtgen (LUX)             | 55.                           |

| Burgos-BH BBH | Burgos-BH BBH                  | Burgos-BH BBH |
| ------------- | ------------------------------ | ------------- |
| Nr            | Kolarz                         | Miejsce       |
| 91            | Ángel Fuentes (ESP)            | 74.           |
| 92            | Mehmet Şampiyonbisiklet (FRA)  | DNF-2         |
| 93            | Juan Antonio López-Cózar (ESP) | 53.           |
| 94            | Felipe Orts (ESP)              | 96.           |
| 95            | Manuel Peñalver (ESP)          | 85.           |
| 96            | Óscar Pelegrí (ESP)            | 79.           |

| Caja Rural-Seguros RGA CJR | Caja Rural-Seguros RGA CJR | Caja Rural-Seguros RGA CJR |
| -------------------------- | -------------------------- | -------------------------- |
| Nr                         | Kolarz                     | Miejsce                    |
| 101                        | Orluis Aular (VEN) (szosa) | 68.                        |
| 102                        | Josu Etxeberria (ESP)      | 81.                        |
| 103                        | Joseba López (ESP)         | 80.                        |
| 104                        | Jon Barrenetxea (ESP)      | 29.                        |
| 105                        | Sergio Martín (ESP)        | 38.                        |
| 106                        | Joel Nicolau (ESP)         | 90.                        |

| Euskaltel-Euskadi EUS | Euskaltel-Euskadi EUS    | Euskaltel-Euskadi EUS |
| --------------------- | ------------------------ | --------------------- |
| Nr                    | Kolarz                   | Miejsce               |
| 111                   | Mikel Aristi (ESP)       | 99.                   |
| 112                   | Asier Etxeberria (ESP)   | 76.                   |
| 113                   | Unai Cuadrado (ESP)      | 58.                   |
| 114                   | Antonio Jesús Soto (ESP) | 70.                   |
| 115                   | Txomin Juaristi (ESP)    | 14.                   |
| 116                   | Juan José Lobato (ESP)   | DNF-1                 |

| Sport Vlaanderen-Baloise SVB | Sport Vlaanderen-Baloise SVB | Sport Vlaanderen-Baloise SVB |
| ---------------------------- | ---------------------------- | ---------------------------- |
| Nr                           | Kolarz                       | Miejsce                      |
| 121                          | Ruben Apers (BEL)            | 50.                          |
| 122                          | Robbe Ghys (BEL)             | DNF-3                        |
| 123                          | Rune Herregodts (BEL)        | 10.                          |
| 124                          | Arne Marit (BEL)             | 65.                          |
| 125                          | Jens Reynders (BEL)          | 59.                          |
| 126                          | Aaron Verwilst (BEL)         | 57.                          |

| Arkéa-Samsic ARK | Arkéa-Samsic ARK         | Arkéa-Samsic ARK |
| ---------------- | ------------------------ | ---------------- |
| Nr               | Kolarz                   | Miejsce          |
| 131              | Maxime Bouet (FRA)       | 28.              |
| 132              | Thibault Guernalec (FRA) | DNF-5            |
| 133              | Hugo Hofstetter (FRA)    | DNS-5            |
| 134              | Michel Ries (LUX)        | 26.              |
| 135              | Kévin Vauquelin (FRA)    | 2.               |
| 136              | Alessandro Verre (ITA)   | 86.              |

| Uno-X Pro Cycling Team UXT | Uno-X Pro Cycling Team UXT | Uno-X Pro Cycling Team UXT |
| -------------------------- | -------------------------- | -------------------------- |
| Nr                         | Kolarz                     | Miejsce                    |
| 141                        | Simon Dalby (DEN)          | 73.                        |
| 142                        | Niklas Eg (DEN)            | 72.                        |
| 143                        | Morten Hulgaard (DEN)      | 75.                        |
| 144                        | Sindre Kulset (NOR)        | DNF-5                      |
| 145                        | Torstein Træen (NOR)       | 23.                        |
| 146                        | Jonas Gregaard (DEN)       | 7.                         |

| Bolton Equities Black Spoke Pro Cycling BEB | Bolton Equities Black Spoke Pro Cycling BEB | Bolton Equities Black Spoke Pro Cycling BEB |
| ------------------------------------------- | ------------------------------------------- | ------------------------------------------- |
| Nr                                          | Kolarz                                      | Miejsce                                     |
| 151                                         | Ryan Christensen (NZL)                      | 62.                                         |
| 152                                         | James Fouché (NZL) (szosa)                  | 83.                                         |
| 153                                         | Aaron Gate (NZL)                            | 9.                                          |
| 154                                         | Josh Kench (NZL)                            | 32.                                         |
| 155                                         | James Oram (NZL)                            | 30.                                         |
| 156                                         | Thomas Sexton (NZL)                         | 89.                                         |

| Leopard Pro Cycling LPC | Leopard Pro Cycling LPC   | Leopard Pro Cycling LPC |
| ----------------------- | ------------------------- | ----------------------- |
| Nr                      | Kolarz                    | Miejsce                 |
| 161                     | Colin Heiderscheid (LUX)  | 84.                     |
| 162                     | Kevin Inkelaar (NED)      | 91.                     |
| 163                     | Louis Coqueret (FRA)      | 61.                     |
| 164                     | Elias Maris (BEL)         | 52.                     |
| 165                     | Tim Torn Teutenberg (GER) | DNS-5                   |
| 166                     | Justin Wolf (GER)         | 92.                     |

| Riwal Cycling Team RIW | Riwal Cycling Team RIW       | Riwal Cycling Team RIW |
| ---------------------- | ---------------------------- | ---------------------- |
| Nr                     | Kolarz                       | Miejsce                |
| 171                    | Mathias Bregnhøj (DEN)       | 54.                    |
| 172                    | Martijn Budding (NED)        | 87.                    |
| 173                    | Jacob Eriksson (SWE)         | DNS-3                  |
| 174                    | Lucas Eriksson (SWE) (szosa) | 22.                    |
| 175                    | Kasper Viberg Søgaard (DEN)  | 97.                    |
| 176                    | Emil Vinjebo (DEN)           | 67.                    |

| Geofco Doltcini Matériel-vélo.com GDM | Geofco Doltcini Matériel-vélo.com GDM | Geofco Doltcini Matériel-vélo.com GDM |
| ------------------------------------- | ------------------------------------- | ------------------------------------- |
| Nr                                    | Kolarz                                | Miejsce                               |
| 181                                   | Theo Bonnet (BEL)                     | 101.                                  |
| 182                                   | Ivan Centrone (LUX)                   | 36.                                   |
| 183                                   | Jacques Gloesener (LUX)               | 100.                                  |
| 184                                   | Alexandre Kess (LUX)                  | 98.                                   |
| 185                                   | Christophe Masson (FRA)               | DNF-1                                 |
| 186                                   | Stijn Siemons (BEL)                   | 95.                                   |

| Quick-Step Alpha Vinyl QST | Quick-Step Alpha Vinyl QST     | Quick-Step Alpha Vinyl QST |
| -------------------------- | ------------------------------ | -------------------------- |
| Nr                         | Kolarz                         | Miejsce                    |
| 1                          | Davide Ballerini (ITA)         | 49.                        |
| 3                          | Tim Declercq (BEL)             | 17.                        |
| 4                          | Florian Sénéchal (FRA) (szosa) | 31.                        |
| 5                          | Stijn Steels (BEL)             | 93.                        |
| 6                          | Jannik Steimle (GER)           | 63.                        |

| AG2R Citroën Team ACT | AG2R Citroën Team ACT   | AG2R Citroën Team ACT |
| --------------------- | ----------------------- | --------------------- |
| Nr                    | Kolarz                  | Miejsce               |
| 11                    | Clément Berthet (FRA)   | 12.                   |
| 12                    | Geoffrey Bouchard (FRA) | 18.                   |
| 13                    | Thomas Delphis (FRA)    | 78.                   |
| 14                    | Felix Gall (AUT)        | 25.                   |
| 15                    | Dorian Godon (FRA)      | 13.                   |
| 16                    | Bastien Tronchon (FRA)  | 15.                   |

| Cofidis COF | Cofidis COF           | Cofidis COF |
| ----------- | --------------------- | ----------- |
| Nr          | Kolarz                | Miejsce     |
| 21          | Sander Armée (BEL)    | 39.         |
| 22          | Tom Bohli (SUI)       | 71.         |
| 23          | Anthony Perez (FRA)   | 20.         |
| 24          | Benjamin Thomas (FRA) | 8.          |
| 25          | José Herrada (ESP)    | 21.         |
| 26          | Harrison Wood (GBR)   | 43.         |

| Groupama-FDJ GFC | Groupama-FDJ GFC        | Groupama-FDJ GFC |
| ---------------- | ----------------------- | ---------------- |
| Nr               | Kolarz                  | Miejsce          |
| 31               | Clément Davy (FRA)      | 88.              |
| 32               | Lorenzo Germani (ITA)   | 56.              |
| 33               | Kevin Geniets (LUX)     | 5.               |
| 34               | Tobias Ludvigsson (SWE) | 94.              |
| 35               | Valentin Madouas (FRA)  | 3.               |
| 36               | Lars van den Berg (NED) | 44.              |

| Trek-Segafredo TFS | Trek-Segafredo TFS            | Trek-Segafredo TFS |
| ------------------ | ----------------------------- | ------------------ |
| Nr                 | Kolarz                        | Miejsce            |
| 41                 | Simon Pellaud (SUI)           | DNS-4              |
| 42                 | Giulio Ciccone (ITA)          | 37.                |
| 43                 | Asbjørn Hellemose (DEN)       | DNF-5              |
| 44                 | Amanuel Ghebreigzabhier (ERI) | 69.                |
| 45                 | Mattias Skjelmose (DEN)       | 1.                 |
| 46                 | Antwan Tolhoek (NED)          | 66.                |

| UAE Team Emirates UAD | UAE Team Emirates UAD      | UAE Team Emirates UAD |
| --------------------- | -------------------------- | --------------------- |
| Nr                    | Kolarz                     | Miejsce               |
| 51                    | Rui Oliveira (POR)         | 45.                   |
| 52                    | Matteo Trentin (ITA)       | 6.                    |
| 53                    | Rafał Majka (POL)          | 19.                   |
| 54                    | Andrés Camilo Ardila (COL) | 60.                   |
| 55                    | Arthur Kluckers (LUX)      | 82.                   |
| 56                    | Joël Suter (SUI)           | 11.                   |

| Alpecin-Deceuninck AFC | Alpecin-Deceuninck AFC  | Alpecin-Deceuninck AFC |
| ---------------------- | ----------------------- | ---------------------- |
| Nr                     | Kolarz                  | Miejsce                |
| 61                     | Sjoerd Bax (NED)        | 4.                     |
| 62                     | Tobias Bayer (AUT)      | 41.                    |
| 63                     | Nicola Conci (ITA)      | DNS-4                  |
| 64                     | Kristian Sbaragli (ITA) | 24.                    |
| 65                     | Jason Osborne (GER)     | 40.                    |
| 66                     | Julien Vermote (BEL)    | 27.                    |

| B&B Hotels-KTM BBK | B&B Hotels-KTM BBK          | B&B Hotels-KTM BBK |
| ------------------ | --------------------------- | ------------------ |
| Nr                 | Kolarz                      | Miejsce            |
| 71                 | Cyril Barthe (FRA)          | 64.                |
| 72                 | Franck Bonnamour (FRA)      | 16.                |
| 73                 | Pierre Rolland (FRA)        | 42.                |
| 74                 | Victor Koretzky (FRA)       | 35.                |
| 75                 | Axel Laurance (FRA)         | 47.                |
| 76                 | Sebastian Schönberger (AUT) | 34.                |

| Bingoal Pauwels Sauces WB BWB | Bingoal Pauwels Sauces WB BWB | Bingoal Pauwels Sauces WB BWB |
| ----------------------------- | ----------------------------- | ----------------------------- |
| Nr                            | Kolarz                        | Miejsce                       |
| 81                            | Gil Gelders (BEL)             | 48.                           |
| 82                            | Rémy Mertz (BEL)              | 46.                           |
| 83                            | Marco Tizza (ITA)             | 33.                           |
| 84                            | Julien Desmarets (BEL)        | 77.                           |
| 85                            | Luc Wirtgen (LUX)             | 51.                           |
| 86                            | Tom Wirtgen (LUX)             | 55.                           |

| Burgos-BH BBH | Burgos-BH BBH                  | Burgos-BH BBH |
| ------------- | ------------------------------ | ------------- |
| Nr            | Kolarz                         | Miejsce       |
| 91            | Ángel Fuentes (ESP)            | 74.           |
| 92            | Mehmet Şampiyonbisiklet (FRA)  | DNF-2         |
| 93            | Juan Antonio López-Cózar (ESP) | 53.           |
| 94            | Felipe Orts (ESP)              | 96.           |
| 95            | Manuel Peñalver (ESP)          | 85.           |
| 96            | Óscar Pelegrí (ESP)            | 79.           |

| Caja Rural-Seguros RGA CJR | Caja Rural-Seguros RGA CJR | Caja Rural-Seguros RGA CJR |
| -------------------------- | -------------------------- | -------------------------- |
| Nr                         | Kolarz                     | Miejsce                    |
| 101                        | Orluis Aular (VEN) (szosa) | 68.                        |
| 102                        | Josu Etxeberria (ESP)      | 81.                        |
| 103                        | Joseba López (ESP)         | 80.                        |
| 104                        | Jon Barrenetxea (ESP)      | 29.                        |
| 105                        | Sergio Martín (ESP)        | 38.                        |
| 106                        | Joel Nicolau (ESP)         | 90.                        |

| Euskaltel-Euskadi EUS | Euskaltel-Euskadi EUS    | Euskaltel-Euskadi EUS |
| --------------------- | ------------------------ | --------------------- |
| Nr                    | Kolarz                   | Miejsce               |
| 111                   | Mikel Aristi (ESP)       | 99.                   |
| 112                   | Asier Etxeberria (ESP)   | 76.                   |
| 113                   | Unai Cuadrado (ESP)      | 58.                   |
| 114                   | Antonio Jesús Soto (ESP) | 70.                   |
| 115                   | Txomin Juaristi (ESP)    | 14.                   |
| 116                   | Juan José Lobato (ESP)   | DNF-1                 |

| Sport Vlaanderen-Baloise SVB | Sport Vlaanderen-Baloise SVB | Sport Vlaanderen-Baloise SVB |
| ---------------------------- | ---------------------------- | ---------------------------- |
| Nr                           | Kolarz                       | Miejsce                      |
| 121                          | Ruben Apers (BEL)            | 50.                          |
| 122                          | Robbe Ghys (BEL)             | DNF-3                        |
| 123                          | Rune Herregodts (BEL)        | 10.                          |
| 124                          | Arne Marit (BEL)             | 65.                          |
| 125                          | Jens Reynders (BEL)          | 59.                          |
| 126                          | Aaron Verwilst (BEL)         | 57.                          |

| Arkéa-Samsic ARK | Arkéa-Samsic ARK         | Arkéa-Samsic ARK |
| ---------------- | ------------------------ | ---------------- |
| Nr               | Kolarz                   | Miejsce          |
| 131              | Maxime Bouet (FRA)       | 28.              |
| 132              | Thibault Guernalec (FRA) | DNF-5            |
| 133              | Hugo Hofstetter (FRA)    | DNS-5            |
| 134              | Michel Ries (LUX)        | 26.              |
| 135              | Kévin Vauquelin (FRA)    | 2.               |
| 136              | Alessandro Verre (ITA)   | 86.              |

| Uno-X Pro Cycling Team UXT | Uno-X Pro Cycling Team UXT | Uno-X Pro Cycling Team UXT |
| -------------------------- | -------------------------- | -------------------------- |
| Nr                         | Kolarz                     | Miejsce                    |
| 141                        | Simon Dalby (DEN)          | 73.                        |
| 142                        | Niklas Eg (DEN)            | 72.                        |
| 143                        | Morten Hulgaard (DEN)      | 75.                        |
| 144                        | Sindre Kulset (NOR)        | DNF-5                      |
| 145                        | Torstein Træen (NOR)       | 23.                        |
| 146                        | Jonas Gregaard (DEN)       | 7.                         |

| Bolton Equities Black Spoke Pro Cycling BEB | Bolton Equities Black Spoke Pro Cycling BEB | Bolton Equities Black Spoke Pro Cycling BEB |
| ------------------------------------------- | ------------------------------------------- | ------------------------------------------- |
| Nr                                          | Kolarz                                      | Miejsce                                     |
| 151                                         | Ryan Christensen (NZL)                      | 62.                                         |
| 152                                         | James Fouché (NZL) (szosa)                  | 83.                                         |
| 153                                         | Aaron Gate (NZL)                            | 9.                                          |
| 154                                         | Josh Kench (NZL)                            | 32.                                         |
| 155                                         | James Oram (NZL)                            | 30.                                         |
| 156                                         | Thomas Sexton (NZL)                         | 89.                                         |

| Leopard Pro Cycling LPC | Leopard Pro Cycling LPC   | Leopard Pro Cycling LPC |
| ----------------------- | ------------------------- | ----------------------- |
| Nr                      | Kolarz                    | Miejsce                 |
| 161                     | Colin Heiderscheid (LUX)  | 84.                     |
| 162                     | Kevin Inkelaar (NED)      | 91.                     |
| 163                     | Louis Coqueret (FRA)      | 61.                     |
| 164                     | Elias Maris (BEL)         | 52.                     |
| 165                     | Tim Torn Teutenberg (GER) | DNS-5                   |
| 166                     | Justin Wolf (GER)         | 92.                     |

| Riwal Cycling Team RIW | Riwal Cycling Team RIW       | Riwal Cycling Team RIW |
| ---------------------- | ---------------------------- | ---------------------- |
| Nr                     | Kolarz                       | Miejsce                |
| 171                    | Mathias Bregnhøj (DEN)       | 54.                    |
| 172                    | Martijn Budding (NED)        | 87.                    |
| 173                    | Jacob Eriksson (SWE)         | DNS-3                  |
| 174                    | Lucas Eriksson (SWE) (szosa) | 22.                    |
| 175                    | Kasper Viberg Søgaard (DEN)  | 97.                    |
| 176                    | Emil Vinjebo (DEN)           | 67.                    |

| Geofco Doltcini Matériel-vélo.com GDM | Geofco Doltcini Matériel-vélo.com GDM | Geofco Doltcini Matériel-vélo.com GDM |
| ------------------------------------- | ------------------------------------- | ------------------------------------- |
| Nr                                    | Kolarz                                | Miejsce                               |
| 181                                   | Theo Bonnet (BEL)                     | 101.                                  |
| 182                                   | Ivan Centrone (LUX)                   | 36.                                   |
| 183                                   | Jacques Gloesener (LUX)               | 100.                                  |
| 184                                   | Alexandre Kess (LUX)                  | 98.                                   |
| 185                                   | Christophe Masson (FRA)               | DNF-1                                 |
| 186                                   | Stijn Siemons (BEL)                   | 95.                                   |

Legenda: DNF – nie ukończył etapu, OTL – przekroczył limit czasu, DNS – nie wystartował do etapu, DSQ – zdyskwalifikowany. Numer przy skrócie oznacza etap, na którym kolarz opuścił wyścig.

## Wyniki etapów

### Etap 1
| Luksemburg - Luksemburg | pagórkowaty | (163,8 km) |

| \| Klasyfikacja etapu \| Klasyfikacja etapu \| Klasyfikacja etapu \| Klasyfikacja etapu \| Klasyfikacja etapu \| \| Kolarz \| Kolarz \| Państwo \| Drużyna \| Czas \| \| ------------------ \| ------------------ \| ------------------ \| ------------------------ \| ------------------ \| \| 1. \| Valentin Madouas \| Francja \| Groupama-FDJ \| 4h 00' 25" \| \| 2. \| Sjoerd Bax \| Holandia \| Alpecin-Deceuninck \| + 3" \| \| 3. \| Clément Berthet \| Francja \| AG2R Citroën Team \| + 7" \| \| 4. \| Matteo Trentin \| Włochy \| UAE Team Emirates \| + 8" \| \| 5. \| Florian Sénéchal \| Francja \| Quick-Step Alpha Vinyl \| + 8" \| \| 6. \| Benjamin Thomas \| Francja \| Cofidis \| + 8" \| \| 7. \| Maxime Bouet \| Francja \| Arkéa-Samsic \| + 8" \| \| 8. \| Victor Koretzky \| Francja \| B&B Hotels-KTM \| + 8" \| \| 9. \| Franck Bonnamour \| Francja \| B&B Hotels-KTM \| + 8" \| \| 10. \| Rune Herregodts \| Belgia \| Sport Vlaanderen-Baloise \| + 8" \| |                  |          |                          |            |
| |                  |          |                          |            |
| Źródło: ProCyclingStats |                  |          |                          |            |
| Klasyfikacja etapu |                  |          |                          |            |
| Kolarz | Kolarz           | Państwo  | Drużyna                  | Czas       |
| 1. | Valentin Madouas | Francja  | Groupama-FDJ             | 4h 00' 25" |
| 2. | Sjoerd Bax       | Holandia | Alpecin-Deceuninck       | + 3"       |
| 3. | Clément Berthet  | Francja  | AG2R Citroën Team        | + 7"       |
| 4. | Matteo Trentin   | Włochy   | UAE Team Emirates        | + 8"       |
| 5. | Florian Sénéchal | Francja  | Quick-Step Alpha Vinyl   | + 8"       |
| 6. | Benjamin Thomas  | Francja  | Cofidis                  | + 8"       |
| 7. | Maxime Bouet     | Francja  | Arkéa-Samsic             | + 8"       |
| 8. | Victor Koretzky  | Francja  | B&B Hotels-KTM           | + 8"       |
| 9. | Franck Bonnamour | Francja  | B&B Hotels-KTM           | + 8"       |
| 10. | Rune Herregodts  | Belgia   | Sport Vlaanderen-Baloise | + 8"       |

| \| Klasyfikacja generalna \| Klasyfikacja generalna \| Klasyfikacja generalna \| Klasyfikacja generalna \| Klasyfikacja generalna \| \| Kolarz \| Kolarz \| Państwo \| Drużyna \| Czas \| \| ---------------------- \| ---------------------- \| ---------------------- \| ------------------------ \| ---------------------- \| \| 1. \| Valentin Madouas \| Francja \| Groupama-FDJ \| 40h 08' 35" \| \| 2. \| Sjoerd Bax \| Holandia \| Alpecin-Deceuninck \| + 7" \| \| 3. \| Clément Berthet \| Francja \| AG2R Citroën Team \| + 13" \| \| 4. \| Matteo Trentin \| Włochy \| UAE Team Emirates \| + 18" \| \| 5. \| Florian Sénéchal \| Francja \| Quick-Step Alpha Vinyl \| + 18" \| \| 6. \| Benjamin Thomas \| Francja \| Cofidis \| + 18" \| \| 7. \| Maxime Bouet \| Francja \| Arkéa-Samsic \| + 18" \| \| 8. \| Victor Koretzky \| Francja \| B&B Hotels-KTM \| + 18" \| \| 9. \| Franck Bonnamour \| Francja \| B&B Hotels-KTM \| + 18" \| \| 10. \| Rune Herregodts \| Belgia \| Sport Vlaanderen-Baloise \| + 18" \| |                  |          |                          |             |
| |                  |          |                          |             |
| Źródło: ProCyclingStats |                  |          |                          |             |
| Klasyfikacja generalna |                  |          |                          |             |
| Kolarz | Kolarz           | Państwo  | Drużyna                  | Czas        |
| 1. | Valentin Madouas | Francja  | Groupama-FDJ             | 40h 08' 35" |
| 2. | Sjoerd Bax       | Holandia | Alpecin-Deceuninck       | + 7"        |
| 3. | Clément Berthet  | Francja  | AG2R Citroën Team        | + 13"       |
| 4. | Matteo Trentin   | Włochy   | UAE Team Emirates        | + 18"       |
| 5. | Florian Sénéchal | Francja  | Quick-Step Alpha Vinyl   | + 18"       |
| 6. | Benjamin Thomas  | Francja  | Cofidis                  | + 18"       |
| 7. | Maxime Bouet     | Francja  | Arkéa-Samsic             | + 18"       |
| 8. | Victor Koretzky  | Francja  | B&B Hotels-KTM           | + 18"       |
| 9. | Franck Bonnamour | Francja  | B&B Hotels-KTM           | + 18"       |
| 10. | Rune Herregodts  | Belgia   | Sport Vlaanderen-Baloise | + 18"       |

### Etap 2
| Junglinster - Junglinster | pagórkowaty | (163,4 km) |

| \| Klasyfikacja etapu \| Klasyfikacja etapu \| Klasyfikacja etapu \| Klasyfikacja etapu \| Klasyfikacja etapu \| \| Kolarz \| Kolarz \| Państwo \| Drużyna \| Czas \| \| ------------------ \| ------------------ \| ------------------ \| ---------------------- \| ------------------ \| \| 1. \| Matteo Trentin \| Włochy \| UAE Team Emirates \| 3h 51' 51" \| \| 2. \| Florian Sénéchal \| Francja \| Quick-Step Alpha Vinyl \| + 0" \| \| 3. \| Davide Ballerini \| Włochy \| Quick-Step Alpha Vinyl \| + 0" \| \| 4. \| Axel Laurance \| Francja \| B&B Hotels-KTM \| + 0" \| \| 5. \| Mattias Skjelmose \| Dania \| Trek-Segafredo \| + 0" \| \| 6. \| Jon Barrenetxea \| Hiszpania \| Caja Rural-Seguros RGA \| + 0" \| \| 7. \| Tobias Bayer \| Austria \| Alpecin-Deceuninck \| + 0" \| \| 8. \| Benjamin Thomas \| Francja \| Cofidis \| + 0" \| \| 9. \| Victor Koretzky \| Francja \| B&B Hotels-KTM \| + 0" \| \| 10. \| Rui Oliveira \| Portugalia \| UAE Team Emirates \| + 0" \| |                   |            |                        |            |
| |                   |            |                        |            |
| Źródło: ProCyclingStats |                   |            |                        |            |
| Klasyfikacja etapu |                   |            |                        |            |
| Kolarz | Kolarz            | Państwo    | Drużyna                | Czas       |
| 1. | Matteo Trentin    | Włochy     | UAE Team Emirates      | 3h 51' 51" |
| 2. | Florian Sénéchal  | Francja    | Quick-Step Alpha Vinyl | + 0"       |
| 3. | Davide Ballerini  | Włochy     | Quick-Step Alpha Vinyl | + 0"       |
| 4. | Axel Laurance     | Francja    | B&B Hotels-KTM         | + 0"       |
| 5. | Mattias Skjelmose | Dania      | Trek-Segafredo         | + 0"       |
| 6. | Jon Barrenetxea   | Hiszpania  | Caja Rural-Seguros RGA | + 0"       |
| 7. | Tobias Bayer      | Austria    | Alpecin-Deceuninck     | + 0"       |
| 8. | Benjamin Thomas   | Francja    | Cofidis                | + 0"       |
| 9. | Victor Koretzky   | Francja    | B&B Hotels-KTM         | + 0"       |
| 10. | Rui Oliveira      | Portugalia | UAE Team Emirates      | + 0"       |

| \| Klasyfikacja generalna \| Klasyfikacja generalna \| Klasyfikacja generalna \| Klasyfikacja generalna \| Klasyfikacja generalna \| \| Kolarz \| Kolarz \| Państwo \| Drużyna \| Czas \| \| ---------------------- \| ---------------------- \| ---------------------- \| ---------------------- \| ---------------------- \| \| 1. \| Valentin Madouas \| Francja \| Groupama-FDJ \| 7h 52' 06" \| \| 2. \| Sjoerd Bax \| Holandia \| Alpecin-Deceuninck \| + 7" \| \| 3. \| Matteo Trentin \| Włochy \| UAE Team Emirates \| + 8" \| \| 4. \| Bastien Tronchon \| Francja \| AG2R Citroën Team \| + 9" \| \| 5. \| Florian Sénéchal \| Francja \| Quick-Step Alpha Vinyl \| + 12" \| \| 6. \| Clément Berthet \| Francja \| AG2R Citroën Team \| + 13" \| \| 7. \| Benjamin Thomas \| Francja \| Cofidis \| + 18" \| \| 8. \| Victor Koretzky \| Francja \| B&B Hotels-KTM \| + 18" \| \| 9. \| Mattias Skjelmose \| Dania \| Trek-Segafredo \| + 18" \| \| 10. \| Jonas Gregaard \| Dania \| Uno-X Pro Cycling Team \| + 18" \| |                   |          |                        |            |
| |                   |          |                        |            |
| Źródło: ProCyclingStats |                   |          |                        |            |
| Klasyfikacja generalna |                   |          |                        |            |
| Kolarz | Kolarz            | Państwo  | Drużyna                | Czas       |
| 1. | Valentin Madouas  | Francja  | Groupama-FDJ           | 7h 52' 06" |
| 2. | Sjoerd Bax        | Holandia | Alpecin-Deceuninck     | + 7"       |
| 3. | Matteo Trentin    | Włochy   | UAE Team Emirates      | + 8"       |
| 4. | Bastien Tronchon  | Francja  | AG2R Citroën Team      | + 9"       |
| 5. | Florian Sénéchal  | Francja  | Quick-Step Alpha Vinyl | + 12"      |
| 6. | Clément Berthet   | Francja  | AG2R Citroën Team      | + 13"      |
| 7. | Benjamin Thomas   | Francja  | Cofidis                | + 18"      |
| 8. | Victor Koretzky   | Francja  | B&B Hotels-KTM         | + 18"      |
| 9. | Mattias Skjelmose | Dania    | Trek-Segafredo         | + 18"      |
| 10. | Jonas Gregaard    | Dania    | Uno-X Pro Cycling Team | + 18"      |

### Etap 3
| Rouspert - Diekirch | pagórkowaty | (188,4 km) |

| \| Klasyfikacja etapu \| Klasyfikacja etapu \| Klasyfikacja etapu \| Klasyfikacja etapu \| Klasyfikacja etapu \| \| Kolarz \| Kolarz \| Państwo \| Drużyna \| Czas \| \| ------------------ \| ------------------ \| ------------------ \| --------------------------------------- \| ------------------ \| \| 1. \| Aaron Gate \| Nowa Zelandia \| Bolton Equities Black Spoke Pro Cycling \| 4h 40' 58" \| \| 2. \| Benjamin Thomas \| Francja \| Cofidis \| + 0" \| \| 3. \| Davide Ballerini \| Włochy \| Quick-Step Alpha Vinyl \| + 0" \| \| 4. \| Matteo Trentin \| Włochy \| UAE Team Emirates \| + 0" \| \| 5. \| Florian Sénéchal \| Francja \| Quick-Step Alpha Vinyl \| + 0" \| \| 6. \| Axel Laurance \| Francja \| B&B Hotels-KTM \| + 0" \| \| 7. \| Kristian Sbaragli \| Włochy \| Alpecin-Deceuninck \| + 0" \| \| 8. \| Dorian Godon \| Francja \| AG2R Citroën Team \| + 0" \| \| 9. \| Valentin Madouas \| Francja \| Groupama-FDJ \| + 0" \| \| 10. \| Rémy Mertz \| Belgia \| Bingoal Pauwels Sauces WB \| + 0" \| |                   |               |                                         |            |
| |                   |               |                                         |            |
| Źródło: ProCyclingStats |                   |               |                                         |            |
| Klasyfikacja etapu |                   |               |                                         |            |
| Kolarz | Kolarz            | Państwo       | Drużyna                                 | Czas       |
| 1. | Aaron Gate        | Nowa Zelandia | Bolton Equities Black Spoke Pro Cycling | 4h 40' 58" |
| 2. | Benjamin Thomas   | Francja       | Cofidis                                 | + 0"       |
| 3. | Davide Ballerini  | Włochy        | Quick-Step Alpha Vinyl                  | + 0"       |
| 4. | Matteo Trentin    | Włochy        | UAE Team Emirates                       | + 0"       |
| 5. | Florian Sénéchal  | Francja       | Quick-Step Alpha Vinyl                  | + 0"       |
| 6. | Axel Laurance     | Francja       | B&B Hotels-KTM                          | + 0"       |
| 7. | Kristian Sbaragli | Włochy        | Alpecin-Deceuninck                      | + 0"       |
| 8. | Dorian Godon      | Francja       | AG2R Citroën Team                       | + 0"       |
| 9. | Valentin Madouas  | Francja       | Groupama-FDJ                            | + 0"       |
| 10. | Rémy Mertz        | Belgia        | Bingoal Pauwels Sauces WB               | + 0"       |

| \| Klasyfikacja generalna \| Klasyfikacja generalna \| Klasyfikacja generalna \| Klasyfikacja generalna \| Klasyfikacja generalna \| \| Kolarz \| Kolarz \| Państwo \| Drużyna \| Czas \| \| ---------------------- \| ---------------------- \| ---------------------- \| --------------------------------------- \| ---------------------- \| \| 1. \| Valentin Madouas \| Francja \| Groupama-FDJ \| 12h 33' 04" \| \| 2. \| Sjoerd Bax \| Holandia \| Alpecin-Deceuninck \| + 7" \| \| 3. \| Matteo Trentin \| Włochy \| UAE Team Emirates \| + 8" \| \| 4. \| Aaron Gate \| Nowa Zelandia \| Bolton Equities Black Spoke Pro Cycling \| + 8" \| \| 5. \| Bastien Tronchon \| Francja \| AG2R Citroën Team \| + 9" \| \| 6. \| Florian Sénéchal \| Francja \| Quick-Step Alpha Vinyl \| + 12" \| \| 7. \| Benjamin Thomas \| Francja \| Cofidis \| + 12" \| \| 8. \| Clément Berthet \| Francja \| AG2R Citroën Team \| + 13" \| \| 9. \| Mattias Skjelmose \| Dania \| Trek-Segafredo \| + 18" \| \| 10. \| Rune Herregodts \| Belgia \| Sport Vlaanderen-Baloise \| + 18" \| |                   |               |                                         |             |
| |                   |               |                                         |             |
| Źródło: ProCyclingStats |                   |               |                                         |             |
| Klasyfikacja generalna |                   |               |                                         |             |
| Kolarz | Kolarz            | Państwo       | Drużyna                                 | Czas        |
| 1. | Valentin Madouas  | Francja       | Groupama-FDJ                            | 12h 33' 04" |
| 2. | Sjoerd Bax        | Holandia      | Alpecin-Deceuninck                      | + 7"        |
| 3. | Matteo Trentin    | Włochy        | UAE Team Emirates                       | + 8"        |
| 4. | Aaron Gate        | Nowa Zelandia | Bolton Equities Black Spoke Pro Cycling | + 8"        |
| 5. | Bastien Tronchon  | Francja       | AG2R Citroën Team                       | + 9"        |
| 6. | Florian Sénéchal  | Francja       | Quick-Step Alpha Vinyl                  | + 12"       |
| 7. | Benjamin Thomas   | Francja       | Cofidis                                 | + 12"       |
| 8. | Clément Berthet   | Francja       | AG2R Citroën Team                       | + 13"       |
| 9. | Mattias Skjelmose | Dania         | Trek-Segafredo                          | + 18"       |
| 10. | Rune Herregodts   | Belgia        | Sport Vlaanderen-Baloise                | + 18"       |

### Etap 4
| Remich - Remich | jazda indywidualna na czas | (26,1 km) |

| \| Klasyfikacja etapu \| Klasyfikacja etapu \| Klasyfikacja etapu \| Klasyfikacja etapu \| Klasyfikacja etapu \| \| Kolarz \| Kolarz \| Państwo \| Drużyna \| Czas \| \| ------------------ \| ------------------ \| ------------------ \| ------------------------ \| ------------------ \| \| 1. \| Mattias Skjelmose \| Dania \| Trek-Segafredo \| 34' 05" \| \| 2. \| Kévin Vauquelin \| Francja \| Arkéa-Samsic \| + 3" \| \| 3. \| Morten Hulgaard \| Dania \| Uno-X Pro Cycling Team \| + 13" \| \| 4. \| Thibault Guernalec \| Francja \| Arkéa-Samsic \| + 15" \| \| 5. \| Sjoerd Bax \| Holandia \| Alpecin-Deceuninck \| + 25" \| \| 6. \| Kevin Geniets \| Luksemburg \| Groupama-FDJ \| + 25" \| \| 7. \| Jason Osborne \| Niemcy \| Alpecin-Deceuninck \| + 26" \| \| 8. \| Rune Herregodts \| Belgia \| Sport Vlaanderen-Baloise \| + 27" \| \| 9. \| Jonas Gregaard \| Dania \| Uno-X Pro Cycling Team \| + 37" \| \| 10. \| Valentin Madouas \| Francja \| Groupama-FDJ \| + 39" \| |                    |            |                          |         |
| |                    |            |                          |         |
| Źródło: ProCyclingStats |                    |            |                          |         |
| Klasyfikacja etapu |                    |            |                          |         |
| Kolarz | Kolarz             | Państwo    | Drużyna                  | Czas    |
| 1. | Mattias Skjelmose  | Dania      | Trek-Segafredo           | 34' 05" |
| 2. | Kévin Vauquelin    | Francja    | Arkéa-Samsic             | + 3"    |
| 3. | Morten Hulgaard    | Dania      | Uno-X Pro Cycling Team   | + 13"   |
| 4. | Thibault Guernalec | Francja    | Arkéa-Samsic             | + 15"   |
| 5. | Sjoerd Bax         | Holandia   | Alpecin-Deceuninck       | + 25"   |
| 6. | Kevin Geniets      | Luksemburg | Groupama-FDJ             | + 25"   |
| 7. | Jason Osborne      | Niemcy     | Alpecin-Deceuninck       | + 26"   |
| 8. | Rune Herregodts    | Belgia     | Sport Vlaanderen-Baloise | + 27"   |
| 9. | Jonas Gregaard     | Dania      | Uno-X Pro Cycling Team   | + 37"   |
| 10. | Valentin Madouas   | Francja    | Groupama-FDJ             | + 39"   |

| \| Klasyfikacja generalna \| Klasyfikacja generalna \| Klasyfikacja generalna \| Klasyfikacja generalna \| Klasyfikacja generalna \| \| Kolarz \| Kolarz \| Państwo \| Drużyna \| Czas \| \| ---------------------- \| ---------------------- \| ---------------------- \| ------------------------ \| ---------------------- \| \| 1. \| Mattias Skjelmose \| Dania \| Trek-Segafredo \| 13h 07' 27" \| \| 2. \| Kévin Vauquelin \| Francja \| Arkéa-Samsic \| + 3" \| \| 3. \| Sjoerd Bax \| Holandia \| Alpecin-Deceuninck \| + 14" \| \| 4. \| Valentin Madouas \| Francja \| Groupama-FDJ \| + 21" \| \| 5. \| Kevin Geniets \| Luksemburg \| Groupama-FDJ \| + 25" \| \| 6. \| Jason Osborne \| Niemcy \| Alpecin-Deceuninck \| + 26" \| \| 7. \| Rune Herregodts \| Belgia \| Sport Vlaanderen-Baloise \| + 27" \| \| 8. \| Matteo Trentin \| Włochy \| UAE Team Emirates \| + 31" \| \| 9. \| Jonas Gregaard \| Dania \| Uno-X Pro Cycling Team \| + 37" \| \| 10. \| Benjamin Thomas \| Francja \| Cofidis \| + 39" \| |                   |            |                          |             |
| |                   |            |                          |             |
| Źródło: ProCyclingStats |                   |            |                          |             |
| Klasyfikacja generalna |                   |            |                          |             |
| Kolarz | Kolarz            | Państwo    | Drużyna                  | Czas        |
| 1. | Mattias Skjelmose | Dania      | Trek-Segafredo           | 13h 07' 27" |
| 2. | Kévin Vauquelin   | Francja    | Arkéa-Samsic             | + 3"        |
| 3. | Sjoerd Bax        | Holandia   | Alpecin-Deceuninck       | + 14"       |
| 4. | Valentin Madouas  | Francja    | Groupama-FDJ             | + 21"       |
| 5. | Kevin Geniets     | Luksemburg | Groupama-FDJ             | + 25"       |
| 6. | Jason Osborne     | Niemcy     | Alpecin-Deceuninck       | + 26"       |
| 7. | Rune Herregodts   | Belgia     | Sport Vlaanderen-Baloise | + 27"       |
| 8. | Matteo Trentin    | Włochy     | UAE Team Emirates        | + 31"       |
| 9. | Jonas Gregaard    | Dania      | Uno-X Pro Cycling Team   | + 37"       |
| 10. | Benjamin Thomas   | Francja    | Cofidis                  | + 39"       |

### Etap 5
| Mersch - Luksemburg | pagórkowaty | (178,4 km) |

| \| Klasyfikacja etapu \| Klasyfikacja etapu \| Klasyfikacja etapu \| Klasyfikacja etapu \| Klasyfikacja etapu \| \| Kolarz \| Kolarz \| Państwo \| Drużyna \| Czas \| \| ------------------ \| ------------------ \| ------------------ \| ------------------------- \| ------------------ \| \| 1. \| Valentin Madouas \| Francja \| Groupama-FDJ \| 4h 36' 08" \| \| 2. \| Mattias Skjelmose \| Dania \| Trek-Segafredo \| + 0" \| \| 3. \| Kévin Vauquelin \| Francja \| Arkéa-Samsic \| + 0" \| \| 4. \| Kevin Geniets \| Luksemburg \| Groupama-FDJ \| + 0" \| \| 5. \| Matteo Trentin \| Włochy \| UAE Team Emirates \| + 3" \| \| 6. \| Axel Laurance \| Francja \| B&B Hotels-KTM \| + 3" \| \| 7. \| Rémy Mertz \| Belgia \| Bingoal Pauwels Sauces WB \| + 3" \| \| 8. \| Dorian Godon \| Francja \| AG2R Citroën Team \| + 3" \| \| 9. \| Marco Tizza \| Włochy \| Bingoal Pauwels Sauces WB \| + 3" \| \| 10. \| Sjoerd Bax \| Holandia \| Alpecin-Deceuninck \| + 3" \| |                   |            |                           |            |
| |                   |            |                           |            |
| Źródło: ProCyclingStats |                   |            |                           |            |
| Klasyfikacja etapu |                   |            |                           |            |
| Kolarz | Kolarz            | Państwo    | Drużyna                   | Czas       |
| 1. | Valentin Madouas  | Francja    | Groupama-FDJ              | 4h 36' 08" |
| 2. | Mattias Skjelmose | Dania      | Trek-Segafredo            | + 0"       |
| 3. | Kévin Vauquelin   | Francja    | Arkéa-Samsic              | + 0"       |
| 4. | Kevin Geniets     | Luksemburg | Groupama-FDJ              | + 0"       |
| 5. | Matteo Trentin    | Włochy     | UAE Team Emirates         | + 3"       |
| 6. | Axel Laurance     | Francja    | B&B Hotels-KTM            | + 3"       |
| 7. | Rémy Mertz        | Belgia     | Bingoal Pauwels Sauces WB | + 3"       |
| 8. | Dorian Godon      | Francja    | AG2R Citroën Team         | + 3"       |
| 9. | Marco Tizza       | Włochy     | Bingoal Pauwels Sauces WB | + 3"       |
| 10. | Sjoerd Bax        | Holandia   | Alpecin-Deceuninck        | + 3"       |

## Klasyfikacje

### Klasyfikacja generalna
| \| Klasyfikacja generalna \| Klasyfikacja generalna \| Klasyfikacja generalna \| Klasyfikacja generalna \| Klasyfikacja generalna \| \| Kolarz \| Kolarz \| Państwo \| Drużyna \| Czas \| \| ---------------------- \| ---------------------- \| ---------------------- \| --------------------------------------- \| ---------------------- \| \| 1. \| Mattias Skjelmose \| Dania \| Trek-Segafredo \| 17h 43' 29" \| \| 2. \| Kévin Vauquelin \| Francja \| Arkéa-Samsic \| + 5" \| \| 3. \| Valentin Madouas \| Francja \| Groupama-FDJ \| + 17" \| \| 4. \| Sjoerd Bax \| Holandia \| Alpecin-Deceuninck \| + 23" \| \| 5. \| Kevin Geniets \| Luksemburg \| Groupama-FDJ \| + 31" \| \| 6. \| Matteo Trentin \| Włochy \| UAE Team Emirates \| + 40" \| \| 7. \| Jonas Gregaard \| Dania \| Uno-X Pro Cycling Team \| + 53" \| \| 8. \| Benjamin Thomas \| Francja \| Cofidis \| + 55" \| \| 9. \| Aaron Gate \| Nowa Zelandia \| Bolton Equities Black Spoke Pro Cycling \| + 56" \| \| 10. \| Rune Herregodts \| Belgia \| Sport Vlaanderen-Baloise \| + 57" \| |                   |               |                                         |             |
| |                   |               |                                         |             |
| Źródło: ProCyclingStats |                   |               |                                         |             |
| Klasyfikacja generalna |                   |               |                                         |             |
| Kolarz | Kolarz            | Państwo       | Drużyna                                 | Czas        |
| 1. | Mattias Skjelmose | Dania         | Trek-Segafredo                          | 17h 43' 29" |
| 2. | Kévin Vauquelin   | Francja       | Arkéa-Samsic                            | + 5"        |
| 3. | Valentin Madouas  | Francja       | Groupama-FDJ                            | + 17"       |
| 4. | Sjoerd Bax        | Holandia      | Alpecin-Deceuninck                      | + 23"       |
| 5. | Kevin Geniets     | Luksemburg    | Groupama-FDJ                            | + 31"       |
| 6. | Matteo Trentin    | Włochy        | UAE Team Emirates                       | + 40"       |
| 7. | Jonas Gregaard    | Dania         | Uno-X Pro Cycling Team                  | + 53"       |
| 8. | Benjamin Thomas   | Francja       | Cofidis                                 | + 55"       |
| 9. | Aaron Gate        | Nowa Zelandia | Bolton Equities Black Spoke Pro Cycling | + 56"       |
| 10. | Rune Herregodts   | Belgia        | Sport Vlaanderen-Baloise                | + 57"       |

| Klasyfikacja punktowa | Klasyfikacja punktowa | Klasyfikacja punktowa | Klasyfikacja punktowa                   | Klasyfikacja punktowa |
| Kolarz                | Kolarz                | Państwo               | Drużyna                                 | Punkty                |
| --------------------- | --------------------- | --------------------- | --------------------------------------- | --------------------- |
| 1.                    | Matteo Trentin        | Włochy                | UAE Team Emirates                       | 51 pkt                |
| 2.                    | Mattias Skjelmose     | Dania                 | Trek-Segafredo                          | 45 pkt                |
| 3.                    | Valentin Madouas      | Francja               | Groupama-FDJ                            | 43 pkt                |
| 4.                    | Florian Sénéchal      | Francja               | Quick-Step Alpha Vinyl                  | 34 pkt                |
| 5.                    | Kévin Vauquelin       | Francja               | Arkéa-Samsic                            | 29 pkt                |
| 6.                    | Sjoerd Bax            | Holandia              | Alpecin-Deceuninck                      | 26 pkt                |
| 7.                    | Benjamin Thomas       | Francja               | Cofidis                                 | 26 pkt                |
| 8.                    | Davide Ballerini      | Włochy                | Quick-Step Alpha Vinyl                  | 26 pkt                |
| 9.                    | Axel Laurance         | Francja               | B&B Hotels-KTM                          | 25 pkt                |
| 10.                   | Aaron Gate            | Nowa Zelandia         | Bolton Equities Black Spoke Pro Cycling | 20 pkt                |

| Klasyfikacja punktowa | Klasyfikacja punktowa | Klasyfikacja punktowa | Klasyfikacja punktowa                   | Klasyfikacja punktowa |
| Kolarz                | Kolarz                | Państwo               | Drużyna                                 | Punkty                |
| --------------------- | --------------------- | --------------------- | --------------------------------------- | --------------------- |
| 1.                    | Matteo Trentin        | Włochy                | UAE Team Emirates                       | 51 pkt                |
| 2.                    | Mattias Skjelmose     | Dania                 | Trek-Segafredo                          | 45 pkt                |
| 3.                    | Valentin Madouas      | Francja               | Groupama-FDJ                            | 43 pkt                |
| 4.                    | Florian Sénéchal      | Francja               | Quick-Step Alpha Vinyl                  | 34 pkt                |
| 5.                    | Kévin Vauquelin       | Francja               | Arkéa-Samsic                            | 29 pkt                |
| 6.                    | Sjoerd Bax            | Holandia              | Alpecin-Deceuninck                      | 26 pkt                |
| 7.                    | Benjamin Thomas       | Francja               | Cofidis                                 | 26 pkt                |
| 8.                    | Davide Ballerini      | Włochy                | Quick-Step Alpha Vinyl                  | 26 pkt                |
| 9.                    | Axel Laurance         | Francja               | B&B Hotels-KTM                          | 25 pkt                |
| 10.                   | Aaron Gate            | Nowa Zelandia         | Bolton Equities Black Spoke Pro Cycling | 20 pkt                |

| Klasyfikacja górska | Klasyfikacja górska   | Klasyfikacja górska | Klasyfikacja górska                   | Klasyfikacja górska |
| Kolarz              | Kolarz                | Państwo             | Drużyna                               | Punkty              |
| ------------------- | --------------------- | ------------------- | ------------------------------------- | ------------------- |
| 1.                  | Joel Nicolau          | Hiszpania           | Caja Rural-Seguros RGA                | 35 pkt              |
| 2.                  | Gil Gelders           | Belgia              | Bingoal Pauwels Sauces WB Development | 12 pkt              |
| 3.                  | Felix Gall            | Austria             | AG2R Citroën Team                     | 9 pkt               |
| 4.                  | Morten Hulgaard       | Dania               | Uno-X Pro Cycling Team                | 7 pkt               |
| 5.                  | Joël Suter            | Szwajcaria          | UAE Team Emirates                     | 6 pkt               |
| 6.                  | Sander Armée          | Belgia              | Cofidis                               | 6 pkt               |
| 7.                  | Victor Koretzky       | Francja             | B&B Hotels-KTM                        | 5 pkt               |
| 8.                  | Kasper Viberg Søgaard | Dania               | Riwal Cycling Team                    | 5 pkt               |
| 9.                  | Pierre Rolland        | Francja             | B&B Hotels-KTM                        | 5 pkt               |
| 10.                 | Antonio Jesús Soto    | Hiszpania           | Euskaltel-Euskadi                     | 5 pkt               |

| Klasyfikacja górska | Klasyfikacja górska   | Klasyfikacja górska | Klasyfikacja górska                   | Klasyfikacja górska |
| Kolarz              | Kolarz                | Państwo             | Drużyna                               | Punkty              |
| ------------------- | --------------------- | ------------------- | ------------------------------------- | ------------------- |
| 1.                  | Joel Nicolau          | Hiszpania           | Caja Rural-Seguros RGA                | 35 pkt              |
| 2.                  | Gil Gelders           | Belgia              | Bingoal Pauwels Sauces WB Development | 12 pkt              |
| 3.                  | Felix Gall            | Austria             | AG2R Citroën Team                     | 9 pkt               |
| 4.                  | Morten Hulgaard       | Dania               | Uno-X Pro Cycling Team                | 7 pkt               |
| 5.                  | Joël Suter            | Szwajcaria          | UAE Team Emirates                     | 6 pkt               |
| 6.                  | Sander Armée          | Belgia              | Cofidis                               | 6 pkt               |
| 7.                  | Victor Koretzky       | Francja             | B&B Hotels-KTM                        | 5 pkt               |
| 8.                  | Kasper Viberg Søgaard | Dania               | Riwal Cycling Team                    | 5 pkt               |
| 9.                  | Pierre Rolland        | Francja             | B&B Hotels-KTM                        | 5 pkt               |
| 10.                 | Antonio Jesús Soto    | Hiszpania           | Euskaltel-Euskadi                     | 5 pkt               |

| Klasyfikacja młodzieżowa | Klasyfikacja młodzieżowa | Klasyfikacja młodzieżowa | Klasyfikacja młodzieżowa | Klasyfikacja młodzieżowa |
| Kolarz                   | Kolarz                   | Państwo                  | Drużyna                  | Czas                     |
| ------------------------ | ------------------------ | ------------------------ | ------------------------ | ------------------------ |
| 1.                       | Mattias Skjelmose        | Dania                    | Trek-Segafredo           | 17h 43' 29"              |
| 2.                       | Kévin Vauquelin          | Francja                  | Arkéa-Samsic             | + 5"                     |
| 3.                       | Kevin Geniets            | Luksemburg               | Groupama-FDJ             | + 31"                    |
| 4.                       | Rune Herregodts          | Belgia                   | Sport Vlaanderen-Baloise | + 57"                    |
| 5.                       | Joël Suter               | Szwajcaria               | UAE Team Emirates        | + 59"                    |
| 6.                       | Clément Berthet          | Francja                  | AG2R Citroën Team        | + 1' 02"                 |
| 7.                       | Bastien Tronchon         | Francja                  | AG2R Citroën Team        | + 1' 23"                 |
| 8.                       | Felix Gall               | Austria                  | AG2R Citroën Team        | + 2' 54"                 |
| 9.                       | Michel Ries              | Luksemburg               | Arkéa-Samsic             | + 3' 03"                 |
| 10.                      | Jon Barrenetxea          | Hiszpania                | Caja Rural-Seguros RGA   | + 3' 33"                 |

| Klasyfikacja młodzieżowa | Klasyfikacja młodzieżowa | Klasyfikacja młodzieżowa | Klasyfikacja młodzieżowa | Klasyfikacja młodzieżowa |
| Kolarz                   | Kolarz                   | Państwo                  | Drużyna                  | Czas                     |
| ------------------------ | ------------------------ | ------------------------ | ------------------------ | ------------------------ |
| 1.                       | Mattias Skjelmose        | Dania                    | Trek-Segafredo           | 17h 43' 29"              |
| 2.                       | Kévin Vauquelin          | Francja                  | Arkéa-Samsic             | + 5"                     |
| 3.                       | Kevin Geniets            | Luksemburg               | Groupama-FDJ             | + 31"                    |
| 4.                       | Rune Herregodts          | Belgia                   | Sport Vlaanderen-Baloise | + 57"                    |
| 5.                       | Joël Suter               | Szwajcaria               | UAE Team Emirates        | + 59"                    |
| 6.                       | Clément Berthet          | Francja                  | AG2R Citroën Team        | + 1' 02"                 |
| 7.                       | Bastien Tronchon         | Francja                  | AG2R Citroën Team        | + 1' 23"                 |
| 8.                       | Felix Gall               | Austria                  | AG2R Citroën Team        | + 2' 54"                 |
| 9.                       | Michel Ries              | Luksemburg               | Arkéa-Samsic             | + 3' 03"                 |
| 10.                      | Jon Barrenetxea          | Hiszpania                | Caja Rural-Seguros RGA   | + 3' 33"                 |

| Klasyfikacja drużynowa | Klasyfikacja drużynowa                  | Klasyfikacja drużynowa       | Klasyfikacja drużynowa |
| Drużyna                | Drużyna                                 | Państwo                      | Czas                   |
| ---------------------- | --------------------------------------- | ---------------------------- | ---------------------- |
| 1.                     | UAE Team Emirates                       | Zjednoczone Emiraty Arabskie | 53h 13' 52"            |
| 2.                     | Alpecin-Deceuninck                      | Belgia                       | + 1"                   |
| 3.                     | AG2R Citroën Team                       | Francja                      | + 33"                  |
| 4.                     | Arkéa-Samsic                            | Francja                      | + 1' 16"               |
| 5.                     | Groupama-FDJ                            | Francja                      | + 1' 58"               |
| 6.                     | Cofidis                                 | Francja                      | + 2' 15"               |
| 7.                     | B&B Hotels-KTM                          | Francja                      | + 4' 07"               |
| 8.                     | Bolton Equities Black Spoke Pro Cycling | Nowa Zelandia                | + 4' 53"               |
| 9.                     | Uno-X Pro Cycling Team                  | Norwegia                     | + 9' 38"               |
| 10.                    | Quick-Step Alpha Vinyl                  | Belgia                       | + 10' 26"              |

| Klasyfikacja drużynowa | Klasyfikacja drużynowa                  | Klasyfikacja drużynowa       | Klasyfikacja drużynowa |
| Drużyna                | Drużyna                                 | Państwo                      | Czas                   |
| ---------------------- | --------------------------------------- | ---------------------------- | ---------------------- |
| 1.                     | UAE Team Emirates                       | Zjednoczone Emiraty Arabskie | 53h 13' 52"            |
| 2.                     | Alpecin-Deceuninck                      | Belgia                       | + 1"                   |
| 3.                     | AG2R Citroën Team                       | Francja                      | + 33"                  |
| 4.                     | Arkéa-Samsic                            | Francja                      | + 1' 16"               |
| 5.                     | Groupama-FDJ                            | Francja                      | + 1' 58"               |
| 6.                     | Cofidis                                 | Francja                      | + 2' 15"               |
| 7.                     | B&B Hotels-KTM                          | Francja                      | + 4' 07"               |
| 8.                     | Bolton Equities Black Spoke Pro Cycling | Nowa Zelandia                | + 4' 53"               |
| 9.                     | Uno-X Pro Cycling Team                  | Norwegia                     | + 9' 38"               |
| 10.                    | Quick-Step Alpha Vinyl                  | Belgia                       | + 10' 26"              |

### Liderzy klasyfikacji
| Etap   |                            | Pierwsze miejsce _ | Klasyfikacja generalna | Punktowa         | Górska       | Młodzieżowa       | Drużynowa          |
| ------ | -------------------------- | ------------------ | ---------------------- | ---------------- | ------------ | ----------------- | ------------------ |
| 1      | pagórkowaty                | Valentin Madouas   | Valentin Madouas       | Valentin Madouas | Gil Gelders  | Clément Berthet   | Alpecin-Deceuninck |
| 2      | pagórkowaty                | Matteo Trentin     | Valentin Madouas       | Matteo Trentin   | Joel Nicolau | Bastien Tronchon  | Alpecin-Deceuninck |
| 3      | pagórkowaty                | Aaron Gate         | Valentin Madouas       | Matteo Trentin   | Joel Nicolau | Bastien Tronchon  | Alpecin-Deceuninck |
| 4      | jazda indywidualna na czas | Mattias Skjelmose  | Mattias Skjelmose      | Matteo Trentin   | Joel Nicolau | Mattias Skjelmose | Arkéa-Samsic       |
| 5      | pagórkowaty                | Valentin Madouas   | Mattias Skjelmose      | Matteo Trentin   | Joel Nicolau | Mattias Skjelmose | UAE Team Emirates  |
| Koniec | Koniec                     |                    | Mattias Skjelmose      | Matteo Trentin   | Joel Nicolau | Mattias Skjelmose | UAE Team Emirates  |